# خوسيه ماتوس ريس
خوسيه ماتوس ريس (12 سبتمبر 1911 بلولي في البرتغال - ) هو لاعب كرة قدم برتغالي في مركز حراسة المرمى. شارك مع منتخب البرتغال لكرة القدم. أما مع النوادي، فقد لعب مع نادي بيلينينسش.

## وصلات خارجية
- خوسيه ماتوس ريس على موقع قاعدة بيانات كرة القدم.إي يو (الإنجليزية)
- خوسيه ماتوس ريس على موقع عالم كرة القدم.نت (الإنجليزية)